# Colmars
Colmars – miejscowość i gmina we Francji, w regionie Prowansja-Alpy-Lazurowe Wybrzeże, w departamencie Alpy Górnej Prowansji.

## Demografia
Według danych na rok 1990 gminę zamieszkiwało 367 osób, a gęstość zaludnienia wynosiła 4 osoby/km². W styczniu 2015 r. Colmars zamieszkiwało 397 osób, przy gęstości zaludnienia wynoszącej 4,3 osób/km².